# ون الستاین (تگزاس)
ون الستاین، تگزاس(به انگلیسی: Van Alstyne, Texas) شهری در ایالت تگزاس از ایالات جنوبی ایالات متحده آمریکا است. در سرشماری سال ۲۰۰۰، جمعیت این شهر ۲۵۰۲ نفر اعلام شد.